# Star Wars: Rebellion (Brettspiel)
Star Wars: Rebellion [rɪˈbeliən] ist ein asymmetrisches Strategiespiel vom US-amerikanischen Spieleautor Corey Konieczka. Das Brettspiel basiert thematisch auf den Figuren, Waffen und Szenarien der drei ersten Star-Wars-Spielfilme (Episoden 4–6) und dem gleichnamigen Computerspiel von LucasArts aus dem Jahr 1998. Zwei bis vier Spieler kontrollieren in dem Autorenspiel entweder das Galaktische Imperium, das den Rebellenstützpunkt finden und zerstören muss, oder die Rebellenallianz, die diesen Versuch sabotiert. Das Karten- und Würfelspiel wird von Fantasy Flight Games (FFG) seit Juli 2016 vertrieben, die deutsche Fassung stammt vom Heidelberger Spieleverlag.

## Überblick
| Spielmaterial                                                    |
| ---------------------------------------------------------------- |
| 1 faltbares, zweigeteiltes Spielbrett                            |
| 1 Spielanleitung, 1 Referenzhandbuch                             |
| 10 sechsseitige Spielwürfel (5 schwarze, 5 rote)                 |
| 2 Fraktionsbögen                                                 |
| 25 Anführer mit Kunststoffstandfläche (12 Imperium, 13 Rebellen) |
| 7 Zustandsringe                                                  |
| 153 Kunststofffiguren (89 Imperium, 64 Rebellen)                 |
| Karten                                                           |
| 68 Missionskarten (39 Imperium, 29 Rebellen)                     |
| 34 Aktionskarten (16 Imperium, 18 Rebellen)                      |
| 30 Taktikkarten (15 für Raumschlachten, 15 für Bodengefechte)    |
| 15 Zielkarten (nur Rebellen)                                     |
| 31 Suchdroidenkarten                                             |
| Marker                                                           |
| 32 Schadensmarker (24 einfach, 8 doppelt)                        |
| 39 Loyalitätsmarker (27 Imperium, 12 Rebellen)                   |
| 10 Sabotagemarker                                                |
| 3 Marker für zerstörte Systeme                                   |
| 1 Sympathiemarker                                                |
| 1 Zeitmarker                                                     |

Star Wars: Rebellion lässt die Spieler den epischen Kampf zwischen der Rebellenallianz und dem Galaktischen Imperium nachspielen. Die Spieler übernehmen die Kontrolle über ikonische Charaktere aus der Star-Wars-Saga und schicken sie auf geheime Missionen und führen Truppen im Kampf durch die Galaxie.
Beide Fraktionen haben unterschiedliche Strategien, Mittel und Siegbedingungen. Die Rebellenallianz ist militärisch unterlegen und kann eine direkte militärische Konfrontation schwer bestehen, stattdessen muss sie verborgen bleiben, ausweichen und sich auf Guerillataktiken und Diplomatie verlassen, um die Dominanz des Imperiums zu untergraben. Die Rebellen gewinnen das Spiel, indem sie genug Unterstützung erhalten, um eine vollständige galaktische Revolte zu starten und das Imperium zu stürzen.
Das Galaktische Imperium ist ein tyrannisches Regime, das viele Systeme in der Galaxis dominiert. Das Imperium kann viele Kriegswaffen produzieren. Obwohl zahlenmäßig überlegen, besteht die einzige Chance, den Funken der Rebellion zu vernichten, darin, sich in der ganzen Galaxie zu verbreiten, Aufstände zu unterdrücken und nach der verborgenen Rebellenbasis zu suchen. Das Imperium gewinnt das Spiel, wenn dessen Einheiten den Rebellenplaneten entdecken und erobern.

## Spielmechanik

### Beschreibung
Auf dem knapp einem Meter langen, zweiteiligen Spielbrett sind insgesamt 32 Planeten verteilt, die in acht Regionen zu je vier Planeten unterteilt sind. Auf 24 Planeten können bis zu zwei Boden- und/oder Raumstreitkräfte produziert werden, dazu müssen diese (bis auf Coruscant) erobert bzw. kontrolliert werden. Jeder Planet hat zwei bis acht Nachbarplaneten, von denen aus er gleichzeitig angegriffen werden kann. Zwei bis vier Spieler versuchen abwechselnd, Systeme unter ihre Kontrolle zu bekommen.

### Spielphasen
Das Spiel gliedert sich in drei Hauptphasen: die Zuweisungsphase, die Kommandophase und die Auffrischungsphase. Während der Zuteilungsphase kann jeder Spieler, beginnend mit dem Rebellenspieler, seinen Anführern jeweils eine Mission zuweisen. In der folgenden Kommandophase führt jeder Spieler abwechselnd Missionen aus oder aktiviert Systeme, um Einheiten dorthin zu bewegen. In der Auffrischungsphase holt jeder Spieler alle seine Anführer zurück in seinen Anführerpool und zieht zwei Missionskarten. Der imperiale Spieler nimmt zwei Sondenkarten, der Rebellenspieler eine Zielkarte. Danach rückt die Zeitmarke ein Feld vor und neu produzierte Kampfeinheiten werden auf kontrollierten Planeten platziert.
Gefechte zwischen gegnerischen Raum- und Bodenstreitkräften werden genauso wie zwischen Anführern mit bis zu zehn speziellen Würfeln (W6) ausgewürfelt. Für den Erfolg der Gefechte ist folglich neben der Größe und Kampfkraft einer Streitmacht das Würfelglück bestimmend. Die sechsseitigen Würfel sind an vier Seiten markiert. Jede Kampfeinheit hat individuelle Kampf- und Ausdauerwerte.

### Siegbedingungen
Das Spiel endet, wenn entweder der imperiale Spieler den Rebellenstützpunkt mit Bodentruppen erobert oder die Sympathie- und Zeitmarker nach spätestens 16 Runden auf dem gleichen Feld landen.

## Erweiterungen
2017 wurde die erste Erweiterung Rise of the Empire veröffentlicht. Die Erweiterung beinhaltet zusätzliche Charaktere und Missionen aus dem Spielfilm Rogue One: A Star Wars Story, zudem wurde das Kampfsystem unter dem Namen Cinematic Combat überarbeitet.
Star Wars: Rebellion ist nach Star Wars: X-Wing (2012), Imperial Assault (2015) und Armada (2015) das bereits vierte Brettspiel im Star-Wars-Universum von FFG.

## Kritiken
2016 gewann das Spiel den UK Games Expo Award in der Kategorie Best Board Games with Miniatures. Es war 2016 auch für den Golden Geek Board Game of the Year nominiert und gewann den Golden Geek Best 2-Player Board Game.

„Die Komplexität eines Star Wars Armada oder X-Wing erreichen die natürlichen Kämpfe ebenso wenig wie die Bodenschlachten eines Imperial Assault, dafür ist Star Wars – Rebellion aber auch eine vollständige Spielerfahrung, die eher im Sinne eines 4X-Spiels zu verstehen ist.“

„Wenn Spiele in der Lage sind, eine richtige Welt und eine richtige Geschichte aufzumachen, einen Sog zu erzeugen, in dem man sich zwei bis drei Stunden verliert, ohne die Zeit zu merken, dann ist das eine große Leistung. Und die schafft Star Wars: Rebellion.“

„Eine ausgeprägte Affinität zum Star Wars-Kosmos sollte man allerdings mitbringen, um wirklich Freude an dem Spiel zu haben, denn ansonsten erklären sich auch viele im Grunde intuitiv verlaufende Spielmechanismen nicht annähernd so gut.“